# Четовођа
Четовођа, старешина мање војне јединице у Србији и Црној Гори у 19. веку. У Кнежевини Србији, старешина Народне војске (1861-1883).

## Дефиниција
Реч четовођа Вук Караџић је први пут чуо у Црној Гори и додао је у другом издању Српског рјечника (1852), преводећи је немачким изразом вођа групе и латинском речју војвода (лат. dux).

## У српској народној војсци
Када је у Кнежевини Србији 1861. формирана Народна војска, њене чете формиране су по општинама, а имале су по 64-100 људи, зависно од броја војних обвезника у селу. Чета је имала 2 вода од по 2-5 десетина, а старешина чете звао се четовођа. Свака општина давала је по једну чету I класе (војници од 20-35 година) и једну чету II класе (војници од 35-50 година). Општинске чете формирале су батаљоне на нивоу среза, а срески батаљони су формирали окужне пукове (од 1870. бригаде). Због недостатка школованих официра, старешине народне војске постављане су из простог народа: до чина капетана (четовође) постављао их је окружни начелник по препоруци среског начелника, а командире батаљона и ескадрона постављао је министар војни по препоруци окружног начелника. Као знак свог чина народне старешине од водника навише добијале су државне сабље (поред пушака које су добијали сви народни војници), а батаљонски командири уз то и револвере (типа Франкот или Гасер). За српско-турске ратове (1876-1878) укупно је мобилисано 36 бригада са 160 батаљона народне војске (I и II класе), сваки са по 4 чете, 18 ескадрона коњице и око 40 батерија, при чему је у Србији у то време било свега 317 професионалних (школованих) официра. Пошто је знатан део официра био заузет у штабовима дивизија и позадинским службама, једва да је било довољно школованих официра да командују бригадама, батаљонима и батеријама, као и малобројним јединицама стајаће војске (у Првом српско-турском рату 4, а у Другом 8 батаљона). У таквој ситуацији команда над свим јединицама народне војске од чете наниже била је искључиво у рукама народних старешина: четовођа, водника, двајесника и десетара, док су батаљонски командири и ађутанти помагали официрима, командантима батаљона, а по потреби их заступали и замењивали.
| Звање                       | Постављење                                      | Дужност                                       | Еквивалентан чин |
| --------------------------- | ----------------------------------------------- | --------------------------------------------- | ---------------- |
| Батаљонски/народни командир | Министар војни на предлог окружног начелника    | Помоћник команданта батаљона (који је официр) | Мајор            |
| Народни ађутант             | Окружни начелник на предлог среског начелника   | Помоћник народног командира                   | Ађутант          |
| Четовођа                    | Окружни начелник на предлог председника општине | Командир чете                                 | Капетан          |
| Водник                      | Окружни начелник на предлог председника општине | Командир вода                                 | Поручник         |
| Двајесник                   | Окружни начелник на предлог председника општине | Командир полувода                             | Наредник         |
| Десетар                     | Окружни начелник на предлог председника општине | Командир одељења                              | Каплар           |